# Phryno modestus
Phryno modestus är en tvåvingeart som först beskrevs av Jacques-Marie-Frangile Bigot 1857.  Phryno modestus ingår i släktet Phryno och familjen parasitflugor.
Artens utbredningsområde är Kuba. Inga underarter finns listade i Catalogue of Life.